# Arcuatula
Arcuatula is een geslacht van tweekleppigen uit de familie van de Mytilidae.

## Soorten
- Arcuatula arcuatula (Hanley, 1843)
- Arcuatula capensis (Krauss, 1848)
- Arcuatula elegans (Gray, 1828)
- Arcuatula glaberrima (Dunker, 1857)
- Arcuatula japonica (Dunker, 1857)
- Arcuatula leucosticta (Martens, 1897)
- Arcuatula papyria (Conrad, 1846)
- Arcuatula perfragilis (Dunker, 1857)
- Arcuatula senhousia (Benson in Cantor, 1842)
- Arcuatula tristis (Dunker, 1857)
- Arcuatula variegata (Benson, 1856)